# 792

## Nașteri
- Adrian al II-lea, papă al Romei (d. 872)

## Decese
- 1 decembrie: Sfântul Filaret  (n. 702)